# Bahnhof Baal
Der Bahnhof Baal im Ortsteil Baal war der wichtigste Bahnhof auf Hückelhovener Stadtgebiet und wurde 1852 als Durchgangsbahnhof an der Bahnstrecke Aachen–Mönchengladbach errichtet. Die mit der Errichtung eines weiter westlich gelegenen Turmbahnhofs gewonnene Bedeutung als Knotenpunkt für den Personenverkehr hat er in den vergangenen Jahren aufgrund der Stilllegung der Bahnstrecke Jülich–Dalheim auf diesem Abschnitt aber eingebüßt. Seit 2002 ist der Haltepunkt mit Hückelhoven-Baal beschildert, im Betriebsstellenverzeichnis der Deutschen Bahn heißt er jedoch weiterhin Baal.

## Geschichte

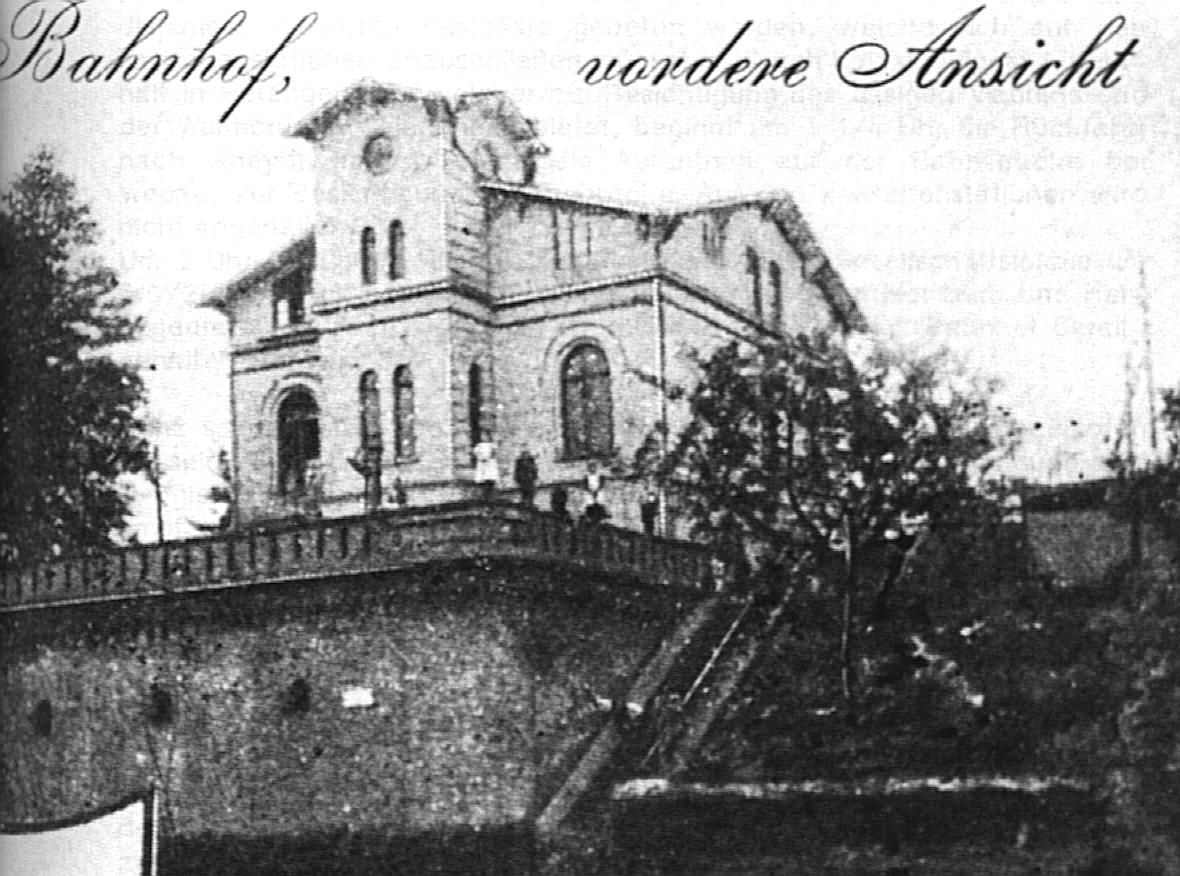
Der alte Bahnhof um 1900

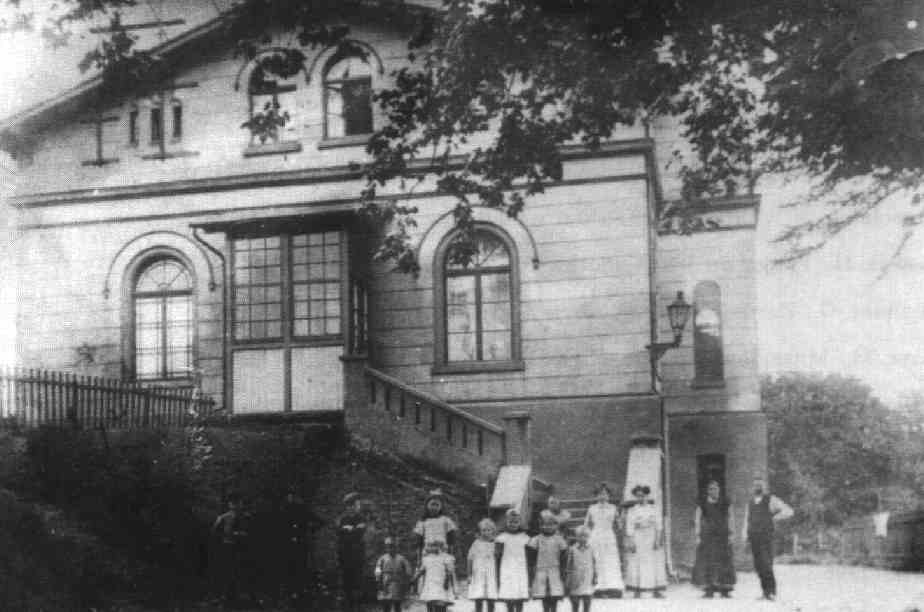
Der alte Bahnhof

### Der alte Bahnhof
1852 wurde die Bahnstrecke Aachen–Mönchengladbach durch die damalige Aachen-Neuß-Düsseldorfer Eisenbahn-Gesellschaft eröffnet und Baal erhielt am Streckenkilometer 41,6 einen Personen- und Güterbahnhof. Dieser Bahnhof war mit einem Empfangsgebäude, einer Rampe für den Güterumschlag, einer kleinen Drehscheibe und einer kleinen Schiebebühne ausgestattet, welche für den Güterverkehr genutzt wurden.
An den ursprünglichen Ort erinnert heute noch der Straßenname Am alten Bahnhof, sowie die Stützmauer des alten Fundaments (Position: ). Heute befindet sich an der Stelle des alten Bahnhofs noch der Baaler Güterbahnhof, das zugehörige und seit Ende 2007 nicht mehr genutzte Fahrdienstleiterstellwerk und der Abzweig zur Verbindungskurve der Bahnstrecke Jülich–Dalheim.

### Der Turmbahnhof

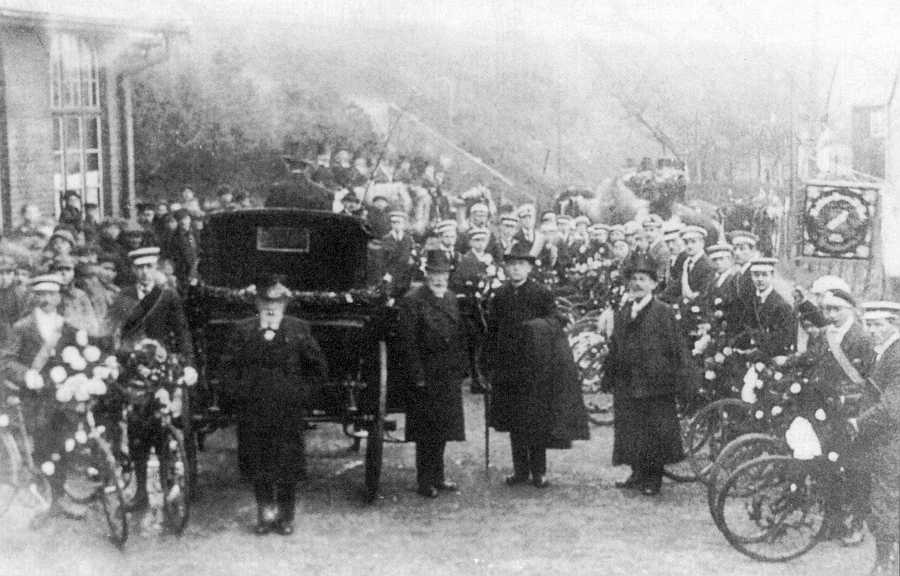
Eröffnungsfeier der Bahnstrecke in Baal

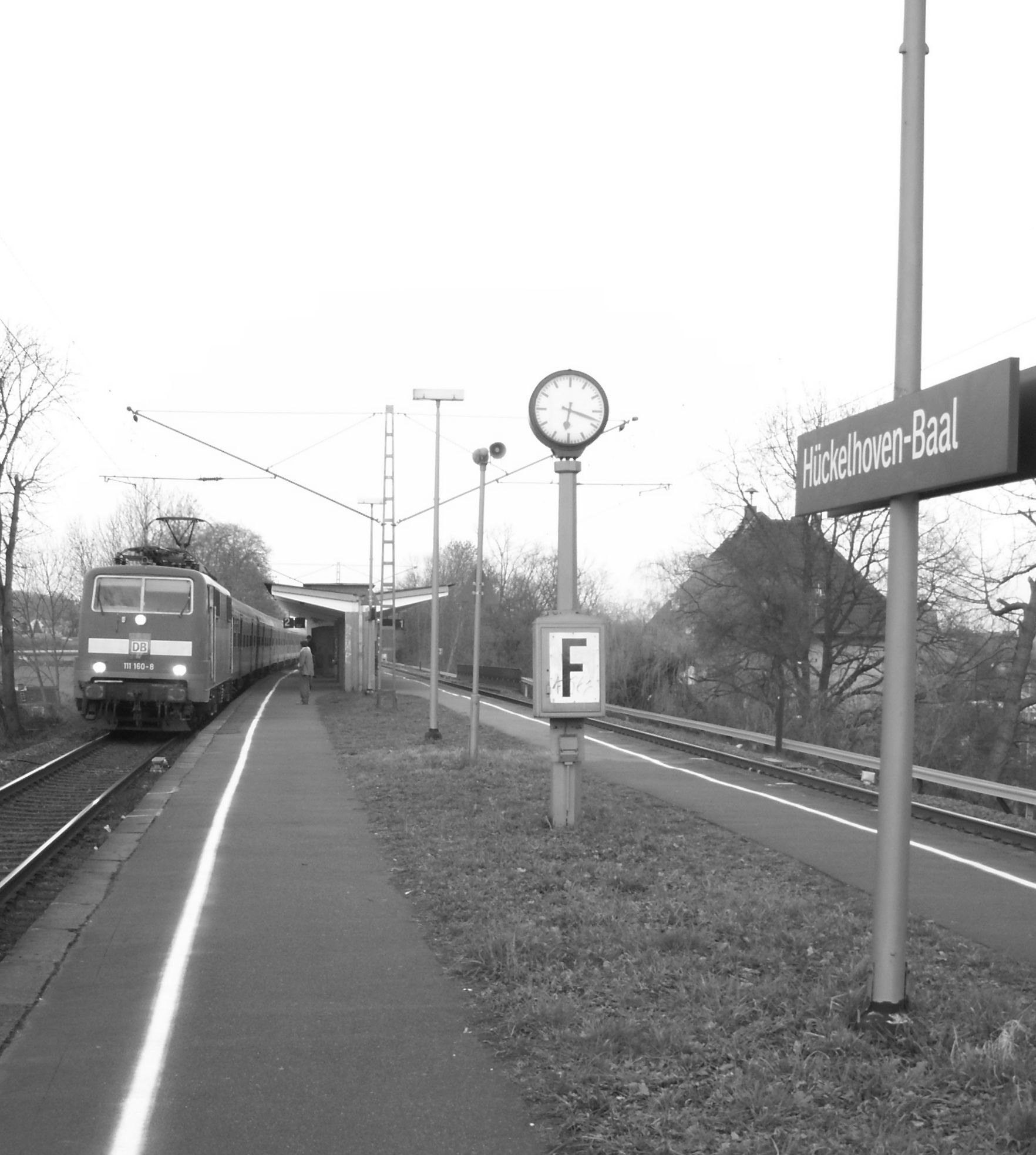
Regionalzug am Haltepunkt Baal (oberer Bahnhofsteil)

1911 wurde der Personenbahnhof nach Westen verlegt. Anlass war die neu eröffnete Bahnstrecke Jülich–Dalheim. Um die zwei Eisenbahnstrecken bedienen zu können, wurde ein Turmbahnhof erbaut, der betrieblich aus einem oberen Haltepunkt an der Bahnstrecke Aachen–Mönchengladbach und einem unteren Haltepunkt an der Strecke zwischen Jülich und Dalheim bestand. Um den Reisenden das Umsteigen zwischen den beiden Ebenen zu erleichtern war auch ein Gepäckaufzug vorhanden.
Über eine Verbindungskurve bei Baal Güterbahnhof/Anschlussstelle Baal West wurde die Strecke in Richtung Dalheim direkt an die Bahnstrecke Aachen–Mönchengladbach angeschlossen, was insbesondere für den Güterverkehr zur Zeche Sophia-Jacoba von Bedeutung war.
Zwischen Jülich und Baal wurde der Personenverkehr in den 1960er Jahren so stark ausgedünnt, dass sich nur wenige noch verbleibende Züge im Fahrplan zwischen den vielen Buskursen befanden. Hinzu kam der anwachsende Individualverkehr. Die infolgedessen nachlassenden Fahrgastzahlen veranlassten die Deutsche Bundesbahn dazu, den Personenverkehr zwischen Jülich und Baal zum 29. September 1968 einzustellen; gleiches geschah am 28. Mai 1972 mit dem Güterverkehr. 1974 begann die Demontage der Gleise zwischen Baal und Linnich.
Die noch verbliebene Verbindung Baal–Dalheim wurde wegen des so genannten Rundverkehrs (eine Verbindung über Mönchengladbach–Rheydt–Rheindahlen–Wegberg–Dalheim–Wassenberg–Ratheim–Hückelhoven–Baal (West)–Erkelenz–Rheydt–Mönchengladbach) zunächst von der Bevölkerung noch relativ gut angenommen.
Doch in den 1970er Jahren wurde auch auf der Nordstrecke von Baal nach Dalheim der Fahrplan bis auf wenige Züge am Tag ausgedünnt, der bei der Bevölkerung beliebte Rundverkehr schließlich abgeschafft und parallel verkehrende Bahnbusse taten dann ihr Übriges: Am 27. September 1980 fuhr der letzte Personenzug mit einem Trauerkranz versehen von Baal aus in Richtung Dalheim/Mönchengladbach.

### Der Güterbahnhof
Der Güterbahnhof Baal Gbf befindet sich unweit des alten Personenbahnhof zwischen den Straßen „Am alten Bahnhof“ und „Güterstraße“ und besaß bis zur Schließung der Zeche Sophia-Jacoba im Jahr 1997 eine große Bedeutung für den Abtransport der dort geförderten Anthrazitkohle.
Im Laufe der Jahre wurde der Güterbahnhof zurückgebaut (Reste davon sind z. B. im Asphalt befindliche Anschlussgleise am Haus der Güterstraße 5), so dass Anfang der 2000er-Jahre neben den beiden Streckengleisen nur noch zwei weitere Gleise vorhanden waren.
Bis zur Schließung der SJ-Brikett- und Extracitfabrik GmbH Ende September 2007, welche auf dem Gelände der ehemaligen Zeche weiterhin Briketts und Formkohlen aus Anthrazitkohle produzierte, erfolgten noch regelmäßig montags und mittwochs kleinere Güter- und Rangierfahrten.
Nach der Schließung der Brikettfabrik wurde die Strecke zwischen Baal und Ratheim am 1. Oktober 2007 stillgelegt, der Güterbahnhof verlor damit seine Bedeutung und wird heute überwiegend als Überholbahnhof oder gelegentlicher Abstellbahnhof (z. B. für Fahrzeuge vom oder zum Prüfcenter Wegberg-Wildenrath) verwendet.
Das dort befindliche und 1965 in Betrieb genommene Fahrdienstleiterstellwerk in Relaistechnik Bf wurde mit der Umstellung auf ein elektronisches Stellwerk im November 2007 außer Betrieb genommen, die neue ESTW-A-Einheit befindet sich ebenfalls auf dem Gelände des Güterbahnhof.

## Heutige Situation

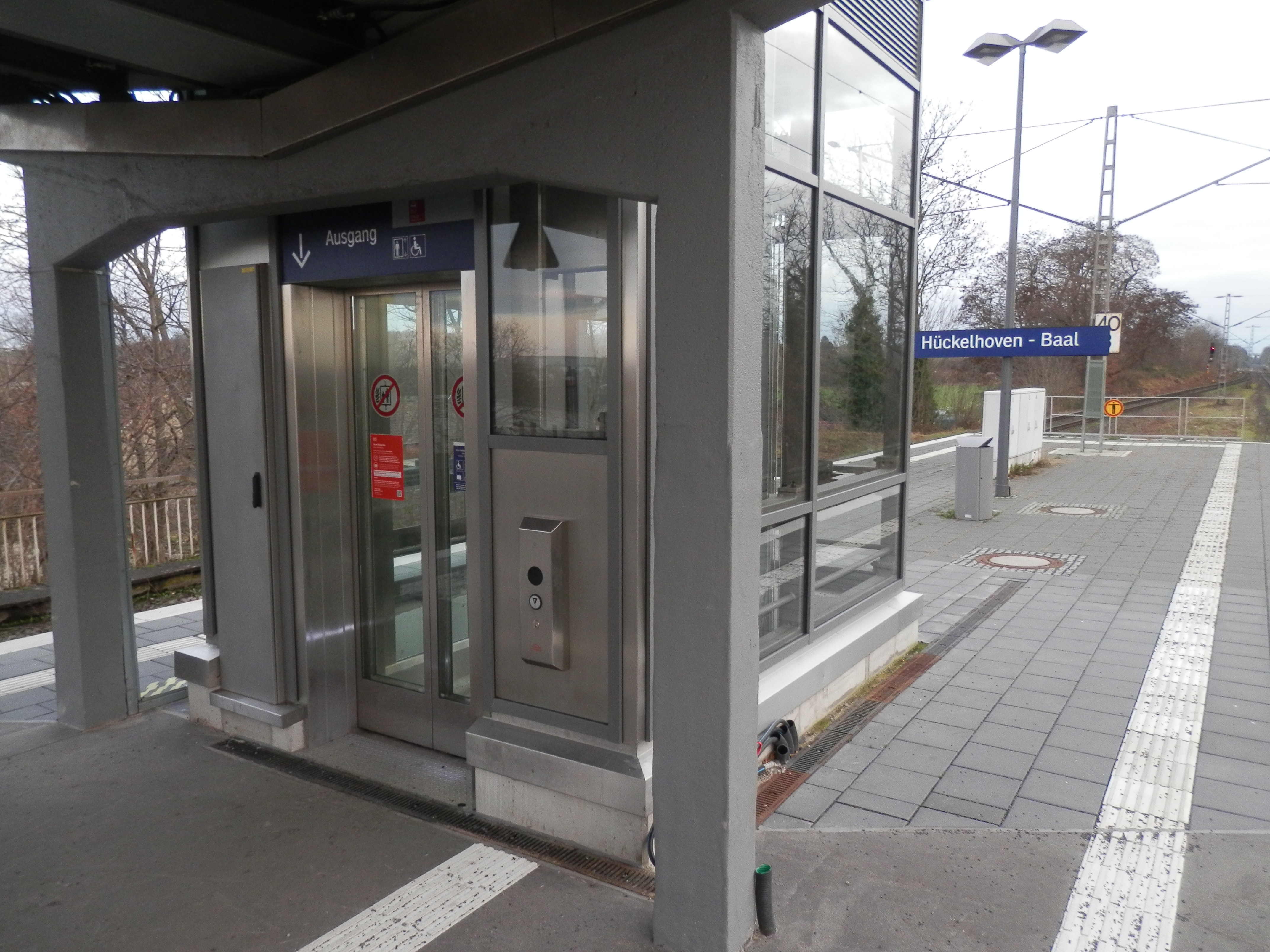
Aufzug auf dem Baaler Bahnsteig

Vom ehemaligen Turmbahnhof blieb nur die obere Ebene als Haltepunkt bestehen. Die untere Ebene wird, nach Demontage der Streckengleise und der Anlagen Mitte der 1980er Jahre, seit den 1990er-Jahren als Bushaltestelle und Park-and-Ride-Parkplatz genutzt.
Der Haltepunkt befindet sich im Verbundbereich des Aachener Verkehrsverbunds und wird von ca. 2000 Fahrgästen pro Tag benutzt. Seit 2002 ist er aufgrund der Zugehörigkeit von Baal zur Stadt Hückelhoven mit Hückelhoven-Baal beschildert und wird auch so in Fahrplänen aufgeführt. Der Haltepunkt verfügt über einen teilweise überdachten Inselbahnsteig, der von der Straßenunterführung über eine Treppe zugänglich ist.
Der Bahnsteig wurde 2018 für den Vorlaufbetrieb des Rhein-Ruhr-Express erhöht und verlängert. Die Nachrüstung eines Aufzugs hat sich gegenüber der ursprünglichen Zeitplanung verzögert und erfolgte schließlich im November 2021.

### Bahnverbindungen
| Linie | Linienverlauf | Takt   |
| ----- | --- | ------ |
| RE 4  | Wupper-Express: Aachen Hbf – Aachen Schanz – Aachen West – Herzogenrath – Kohlscheid (einzelne Züge) – Übach-Palenberg – Geilenkirchen – Lindern – Hückelhoven-Baal – Erkelenz – Rheydt Hbf – Mönchengladbach Hbf – Neuss Hbf – Düsseldorf-Bilk – Düsseldorf Hbf – Wuppertal-Vohwinkel – Wuppertal Hbf – Wuppertal-Barmen – Wuppertal-Oberbarmen – Schwelm – Ennepetal (Gevelsberg) – Hagen Hbf – Wetter (Ruhr) – Witten Hbf – Dortmund Hbf Stand: Fahrplanwechsel Dezember 2023                                                                                  | 60 min |
| RB 33 | Rhein-Niers-Bahn: Essen-Steele – Essen Hbf – Essen West – Mülheim (Ruhr) Hbf – Mülheim (Ruhr)-Styrum – Duisburg Hbf – Duisburg-Hochfeld Süd – Rheinhausen Ost – Rheinhausen – Krefeld-Hohenbudberg Chempark – Krefeld-Uerdingen – Krefeld-Linn – Krefeld-Oppum – Krefeld Hbf – Forsthaus – Anrath – Viersen – Mönchengladbach Hbf – Rheydt Hbf – Wickrath – Herrath – Erkelenz – Hückelhoven-Baal – Brachelen – Lindern – Geilenkirchen – Übach-Palenberg – Herzogenrath – Kohlscheid – Aachen West – Aachen Schanz – Aachen Hbf Stand: Fahrplanwechsel Juni 2022 | 60 min |

### Busverbindungen
| Linie     | Betreiber | Verlau |
| --------- | --------- | --- |
| 277       | Rurtalbus | (Verstärkerfahrten) Schulen Linnich |
| 295       | Rurtalbus | (Linnich Schulzentrum –) Linnich-SIG Combibloc – Glimbach – Körrenzig – Rurich – Baal Süd – Baal Bf |
| 402       | west      | (Erkelenz ZOB → Erkelenz Süd →) / (Erkelenz Bf ← Erkelenz Süd ←) Granterath – Baal Kirche – Baal Bf – Doveren – Hückelhoven – Millich – Ratheim – Dremmen Bf – Oberbruch – Grebben – (Heinsberg Kreishaus –) Heinsberg Busbf                 |
| 495       | west      | Katzem – (Kleinbouslar ←) Lövenich – Baal Kirche – Baal Bf – Doveren – Hückelhoven – Schaufenberg – Ratheim – Krickelberg – Orsbeck Friedhof – Wassenberg                                                                                    |
| HÜ2       | west      | Rurich – Baal Süd – Baal Bf – Doveren – Hückelhoven – Kleingladbach oder (Ratheim –) Millich – Schaufenberg (– Kleingladbach) |
| SB5       | west      | Schnellbus: Baal Bf – Doveren – Hückelhoven – Millich – Ratheim – Wassenberg – Wildenrath – Dalheim Bf |
| SB95      | Rurtalbus | Schnellbus: Linnich-SIG Combibloc – Körrenzig – Baal Süd – Baal Bf |
| Disco-Bus | Rurtalbus | DiscoBus: nur in den Nächten Fr/Sa (kein AVV-Tarif) Jülich Neues Rathaus – Walramplatz – Koslar – Barmen – Abwz. Floßdorf – Rurdorf – Linnich Rathaus – Glimbach – Körrenzig – Rurich – Baal Bf – Abzw. Doverheide – Hückelhoven – Himmerich |